# اچ‌ام‌اس گلاستر (۱۷۰۹)
اچ‌ام‌اس گلاستر (۱۷۰۹) (به انگلیسی: HMS Gloucester (1709)) یک کشتی است که طول آن ۱۴۴ فوت (۴۳٫۹ متر) می‌باشد.